# Hans Holmqvist (żużlowiec)
Hans "Hasse" Holmqvist (ur. 18 czerwca 1945 w Aveście) – szwedzki żużlowiec, występujący również na torach lodowych.
Dwukrotny medalista indywidualnych mistrzostw Szwecji: srebrny (Göteborg 1975) oraz brązowy (Sztokholm 1968). Złoty medalista mistrzostw Szwecji par klubowych (1976).
Wielokrotny reprezentant Szwecji na arenie międzynarodowej. Brązowy medalista mistrzostw świata par (Borås 1972). Dwukrotny uczestnik finałów światowych indywidualnych mistrzostw świata (Göteborg 1968 – VIII miejsce, Londyn 1969 – V miejsce).
W lidze szwedzkiej reprezentował barwy klubów: Folkare Avesta (1962–1963), Masarna Avesta (1964–1965, 1969–1971), Taxarna Sztokholm (1966–1967), Vargarna Norrköping (1968–1969, 1971–1972) oraz Indianerna Kumla (1973–1983), natomiast w lidze brytyjskiej – Wolverhampton Wolves (1967–1968) i Oxford Cheetahs (1970, 1973, 1975) .